# Pu Songling
Pu Songling (kinesiska: 蒲松齡), stilnamn: Liuxian (留仙)， Jianchen (剑臣), född 5 juni 1640, död 25 februari 1715, var en kinesisk författare från Zichuan i Shandong-provinsen. Han är idag främst ihågkommen för sin samling spökhistorier, Liaozhai zhiyi, "Sällsamma nedteckningar från Lättjans studerkammare" (verket finns inte översatt till svenska).
Pu, som föddes i en relativt fattig, möjligtvis mongolisk, smågodsägarfamilj, klarade som 19-årig den lägsta graden av det kejserliga examensväsendet, xiucai, men sedan skulle det dröja tills han var 71 år gammal innan han efter många försök klarade en högre nivå. Han kom tidigt att börja skriva ned sällsamma berättelser han hörde om spöken, rävandar, omen eller andra ovanliga fenomen, men först 1680 kunde han för första gången färdigställa de 491 berättelserna i bokform.

## Verk i översättning
- Pu Songling, "Renyao - Mannen i kvinnohamn", Kinarapport nr 4, 2003.